# Spiraserpula mikesia
Spiraserpula mikesia är en ringmaskart som beskrevs av Ziegler och Michalik 1980. Spiraserpula mikesia ingår i släktet Spiraserpula och familjen Serpulidae. Inga underarter finns listade i Catalogue of Life.